# Норрі (Вісконсин)
Норрі (англ. Norrie) — місто (англ. town) в США, в окрузі Марафон штату Вісконсин. Населення — 1010 осіб (2020).

## Демографія
Згідно з переписом 2010 року, у місті мешкало 976 осіб у 368 домогосподарствах у складі 276 родин. Було 431 помешкання
Расовий склад населення:
| - 96,4 % — білих - 0,9 % — азіатів - 0,3 % — чорних або афроамериканців - 0,2 % — корінних американців - 1,0 % — осіб інших рас |

До двох чи більше рас належало 1,1 %. Частка іспаномовних становила 2,2 % від усіх жителів.
За віковим діапазоном населення розподілялося таким чином: 23,9 % — особи молодші 18 років, 64,8 % — особи у віці 18—64 років, 11,3 % — особи у віці 65 років та старші. Медіана віку мешканця становила 40,2 року. На 100 осіб жіночої статі у місті припадало 105,9 чоловіків;  на 100 жінок у віці від 18 років та старших — 111,1 чоловіків також старших 18 років.
Середній дохід на одне домашнє господарство  становив 81 445 доларів США (медіана — 62 500), а середній дохід на одну сім'ю — 91 100 доларів (медіана — 75 417). Медіана доходів становила 46 528 доларів для чоловіків та 37 350 доларів для жінок. За межею бідності перебувало 10,1 % осіб, у тому числі 14,4 % дітей у віці до 18 років та 11,5 % осіб у віці 65 років та старших.
Цивільне працевлаштоване населення становило 546 осіб. Основні галузі зайнятості: освіта, охорона здоров'я та соціальна допомога — 23,4 %, виробництво — 21,4 %, будівництво — 11,5 %, роздрібна торгівля — 9,7 %.